# Antoni Pański
Antoni Ludwik Pański (ur. 8 października 1895 w Łodzi, zm. 9 stycznia 1942 w Wilnie) – polski publicysta, tłumacz, filozof i działacz społeczny.

## Życiorys
Najstarszy syn łódzkiego neurologa Aleksandra Pańskiego i Róży Pańskiej (1875–1942?) z domu Seideman. Studiował filozofię  na Uniwersytecie Warszawskim, uczeń Tadeusza Kotarbinskiego. Był związany z ruchem robotniczym, przez pewien czas (1932) był wydawcą i redaktorem wydawanego w Warszawie (Koszykowa 51 m 22) dwutygodnika „Przegląd Socialistyczny”. Pracownik wydziału statystycznego magistratu Warszawy. Znawca języka i literatury angielskiej. Przełożył prace Bertranda Russella, Davida Lloyda George’a.  Po wybuchu wojny znalazł się w Wilnie gdzie przez 9 miesięcy był sekretarzem generalnym Komitetu Pomocy Uchodźcom w Wilnie. Współpracował z przedstawicielami Misji Hoovera (Commision for Polish Relief) w Polsce.  Po zajęciu Wilna przez Niemców w czerwcu 1941 roku został aresztowany przez Gestapo.  Zmarł przypuszczalnie w 9 stycznia 1942 roku  w więzieniu na Łukiszkach.
Jego pierwszą żoną była Elza Aftergut. W różnych okresach życia był związany ze swoja daleką kuzynką Janiną Hosiasson, przypuszczalnie był jej mężem po śmierci Adolfa Lindenbauma w 1941 roku. Jest opisany w jednym z rozdziałów książki Antoniego Marianowicza. Jego braćmi byli Wacław Solski i Jerzy Pański.